# Carlos Urrutia Valenzuela
Carlos Alfredo Urrutia Valenzuela (Bogotá, 30 de agosto de 1949) es un abogado y diplomático colombiano.
Entre septiembre de 2012 y noviembre de 2013 se desempeñó como embajador de Colombia en Estados Unidos. Renunció al cargo de Embajador tras las denuncias que se realizaron en su contra por haber asesorado a empresas agroindustriales en apropiaciones, presuntamente ilegales, de tierra en la Orinoquía Colombiana.
Urrutia es uno de los socios claves de la influyente firma de abogados colombiana Brigard Urrutia y es miembro de la International Bar Association, del American Bar Association y del American Bar Foundation.

## Biografía
Carlos Alfredo Urrutia Valenzuela nació en Bogotá, el 30 de agosto de 1949, en el seno de una familia de la aristocracia bogotana, y en plena época de La Violencia.
Estudió su secundaria en Estados Unidos, egresando en julio de 1968 de Williston Academy, en Maryland. Ya graduado inició en 1968 sus estudios de derecho en la Universidad de Johns Hopkins en Baltimore, Maryland, regresando en 1970 a Colombia para complementar su formación en la Universidad de los Andes, donde egresó como abogado en 1974.

### Cargos en la gobernación de Cundinamarca
En 1975 fue nombrado por el gobernador de Cundinamarca, Francisco Pizano de Brigard, secretario de gobierno del departamento y, posteriormente, secretario de Hacienda por su pariente, el gobernador Hernando Zuleta Holguín, de febrero a abril de 1977. En 1977 obtuvo su doctorado en Derecho de la Universidad de los Andes.
Luego se dedicó a la práctica privada de su profesión ingresando en mayo de 1977 al bureau Brigard & Urrutia, reconocida firma de abogados fundada por uno de sus tíos, llegando a ser el socio principal de la compañía desde 1999, hasta el momento de su nombramiento diplomático.

### Embajador en Estados Unidos (2012-2013)
En 2012 fue nombrado por el presidente Juan Manuel Santos (amigo suyo de infancia y crecimiento) como embajador de Colombia en Estados Unidos, posesionándose el 5 de septiembre del mismo y permaneció en el cargo hasta el 23 de julio de 2013. Su llegada a la embajada se dio luego de la renuncia del titular Gabriel Silva Luján, quien se fue del cargo luego de la aprobación del TLC con su país y Estados Unidos.
Su salida de la embajada respondió a su renuncia en julio del mismo año debido a las denuncias que en su contra presentaron los congresistas Wilson Arias y Jorge Enrique Robledo del Polo Democrático Alternativo. Los congresistas denunciaron la participación de la firma de abogados Brigard & Urrutia en la adquisición, presuntamente ilegal, de miles de hectáreas de tierras baldías por parte de grandes grupos empresariales en el departamento de Vichada.
La denuncia de los congresistas se sustentó en que según la ley estas tierras deben destinarse exclusivamente a campesinos. La asesoría que Brigard y Urrutia prestó a empresas como Riopaila y Cargill con el fin de apropiarse de las tierras se dio cuando Carlos Urrutia aun era socio principal de la firma de abogados. Con el fin de asumir su defensa en este caso, Urrutia presentó su renuncia a la embajada. En su reemplazo el presidente Santos nombró a Luis Carlos Villegas Echeverri.
De regreso a Colombia, Urrutia se unió nuevamente a Brigard Urrutia, donde continúa su práctica profesional.

## Familia
Es hijo del también abogado Carlos Urrutia Holguín y de María Teresa Valenzuela, siendo sus hermanos.
Su padre era hijo del diplomático Francisco José Urrutia Olano y de la activista Elena Holguín Arboleda, nieto del diplomático colombiano Francisco de Paula Urrutia Ordóñez, bisnieto por su padre de Jorge Holguín Mallarino y Cecilia Arboleda Mosquera. Primo suyo es el economista Miguel Urrutia Montoya, hijo de su tío Francisco.
Su madre es descendiente de la misma familia a la que pertenecía Juan Eloy Valenzuela y Mantilla, el expresidente Crisanto Valenzuela, y el artista Carlos Valenzuela Carrizosa.